# Mychonia
Mychonia is een geslacht van vlinders van de familie spanners (Geometridae), uit de onderfamilie Ennominae.

## Soorten
- M. bityla Druce, 1892
- M. brunnea Warren, 1907
- M. cervina Warren, 1907
- M. corticinaria Herrich-Schäffer, 1856
- M. divaricata Dognin, 1906
- M. excisa Warren, 1906
- M. galanata Dognin, 1893
- M. graphica Warren, 1904
- M. infuscata Dognin, 1900
- M. melanospila Warren, 1907
- M. ochracea Dognin, 1911
- M. rubida Dognin, 1906
- M. tepida Dognin, 1900
- M. violacea Warren, 1907